# چرخه گوگرد

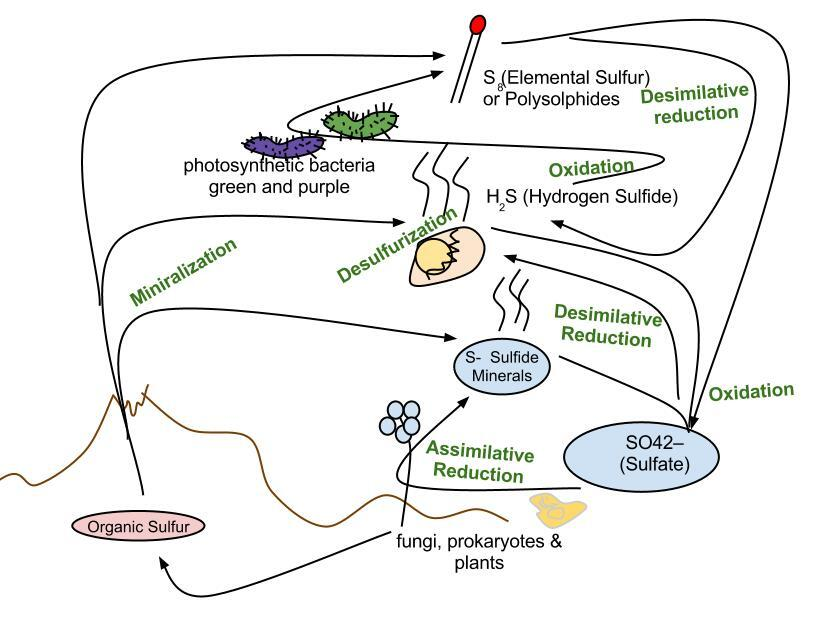
چرخه گوگرد در حالت کلی

چرخه گوگرد به مجموعه‌ای از فرایندها گویند که در آن گوگرد با مواد معدنی (از جمله آب‌راه‌ها) و سیستم‌های زنده واکنش‌هایی انجام می‌دهد و به سوی آن‌ها حرکت می‌کند یا از سوی آن‌ها بازمی‌گردد. این نوع چرخه‌های بیوژئوشیمی در زمین‌شناسی مهم هستند، زیرا آنها بسیاری از مواد معدنی را تحت تاثیر قرار می‌دهند. چرخه‌های بیوژئوشیمی نیز برای زندگی مهم هستند زیرا گوگرد یک عنصر ضروری است که سازندهٔ بسیاری از پروتئینها و کوفاکتورها است.

## مطالعهٔ بیشتر
- EPA
- Sulfur Oxidation from Soil Microbiology course at Virginia Tech University
- Sulfur Cycle at Carnegie Mellon University
- Lenntech